# Martina Grimaldi
Martina Grimaldi (* 28. September 1988 in Bologna) ist eine italienische Freiwasserschwimmerin.
Sie ist aktuelle Welt- und Europameisterin (Stand Juni 2015) über 25 km.

## Erfolge
Bei den Schwimmweltmeisterschaften 2013 in Barcelona siegte sie über 25 km in 5:07:19,7 Stunden vor Angela Maurer (5:07:19,8 h).
Bei den Schwimmeuropameisterschaften 2014 auf der Regattastrecke in Berlin verwies sie auf der gleichen Distanz Angela Maurer auf den dritten Platz (5:19:21,4) und gewann in 5:19:14,1 vor der Ungarin Anna Olasz (5:19:21,0).
Bei ihren zweiten Olympiateilnahme in London bei den Olympischen Spielen 2012 holte sie über die 10-km-Distanz Bronze in 1:57:41,8 hinter der Ungarin Éva Risztov (1:57:38,2) und der US-Amerikanerin Haley Anderson (1:57:38,6).
Grimaldi ist vielfache Italienische Meisterin.